# Гвардєйське (Ростовська область)
Гвардє́йське (рос. Гвардейский) — селище в Матвієво-Курганському районі Ростовської області Росії. Входить до складу Алексєєвського сільського поселення.

## Географія
Географічні координати: 47°36' пн. ш. 38°49' сх. д. Часовий пояс — UTC+4.
Відстань до районного центру, селища Матвієв Курган, становить 9 км. Через селище протікає річка Міус.

### Урбаноніми
- вулиці — Міуська, Нова, Світла[2].

## Населення
За даними перепису населення 2010 року на території селища проживало 253 особи. Частка чоловіків у населенні складала 45,5% або 115 осіб, жінок — 54,5% або 138 осіб.